# Stefan Ishizaki
Stefan Ishizaki (Stockholm, 15 mei 1982) is een voetballer afkomstig uit Zweden die bij voorkeur als aanvallende middenvelder speelt, maar ook als buitenspeler uit de voeten kan. Zijn moeder is van Zweedse afkomst en zijn vader is Japans, waar hij zijn Oosters klinkende achternaam vandaan heeft. Ishi, zoals zijn bijnaam luidt, verruilde in juli 2015 LA Galaxy voor AIK Stockholm. Hij debuteerde in 2005 in het Zweeds voetbalelftal.

## AIK
Na in de jeugdopleiding van Djurgårdens IF en Rågsveds IF gespeeld te hebben, tekende Stefan Ishizaki in 1999 een contract bij AIK Fotboll uit Stockholm. Dit was dan ook de eerste professionele voetbalclub waarbij Ishizaki kwam te spelen. Bij AIK kwam hij in een team te spelen met onder anderen Andreas Andersson, Pontus Kåmark en Nebojša Novaković. Al snel groeide Ishizaki uit tot een basisspeler. Daarnaast werd hij een groot idool onder de AIK-fans. Ondanks het goede spel van de Japanse Zweed en het feit dat AIK een Zweedse topclub is, wist Ishizaki nooit kampioen van Zweden te worden met AIK. Wel verdiende hij halverwege het seizoen 2003/2004 een transfer naar een Italiaanse club. Voor AIK speelde Ishizaki in totaal 103 competitiewedstrijden. Zeventien keer wist Ishizaki daarin de bal tegen de touwen te krijgen.

## Genoa
Vanwege de goede prestaties van Stefan Ishizaki bij zowel AIK Fotboll als het jeugdelftal van Zweden, verdiende de aanvallende middenvelder in de winterstop van het seizoen 2003/2004 een transfer op huurbais naar het Italiaanse Genoa 1893. Bij de club uit Genua werd er veel van hem verwacht. Ishizaki kon echter niet deze hoge verwachtingen waar maken. Hij kwam slechts vier keer in actie en wist daarin niet te scoren. Vanwege het teleurstellende spel van de Zweed, werd er besloten hem niet te kopen. Hierna vertrok Ishizaki met een transfer naar een club uit Noorwegen.

## Vålerenga IF
Vålerenga IF werd na de teleurstellende periode bij Genoa de nieuwe club van Stefan Ishizaki, in het seizoen 2005. Ook hier kreeg hij echter niet altijd een basisplaats, onder andere vanwege de sterke concurrentie met de Noor Steffen Iversen. Hoewel Ishizaki maar vijftien wedstrijden meespeelde bij de club uit Oslo, deelde hij wel mee in het kampioenschap dat de club behaalde. Zijn bijdrage daaraan waren twee doelpunten. Echter, doordat hij ook hier geen vaste plek wist te bemachtigen, vertrok Ishizaki al na een jaar bij Vålerenga IF. Hij vertrok toen weer terug naar Zweden.

## IF Elfsborg
Hoewel AIK bereid was Stefan Ishizaki weer in haar gelederen op te nemen, besloot de middenvelder geen contract te tekenen bij de club uit Stockholm. Hem leek het namelijk beter zijn carrière een nieuwe impuls te geven. Daarom tekende hij een contract bij IF Elfsborg. Daar groeide hij snel uit tot basisspeler en mede dankzij zijn goede spel werd Elfsborg in 2006 kampioen van Zweden. Door blessureleed ging echter het seizoen 2008 voor hem verloren. Hij speelde slechts acht wedstrijden, maar liep wel een op een. Hij scoorde dat seizoen namelijk ook acht keer.

## LA Galaxy
Per januari 2014 vertrok Ishizaki naar de Verenigde Staten om daar voor LA Galaxy in de Major League Soccer te spelen. Hij maakte zijn debuut op 8 maart 2014 tegen Real Salt Lake, de eerste wedstrijd van LA Galaxy in het seizoen. Ishizaki eindigde in zijn eerste seizoen bij de club met dertig gespeelde competitiewedstrijden waarin hij vijf doelpunten maakte en zeven assists gaf. Daarnaast werd hij datzelfde seizoen kampioen van Amerika met LA Galaxy.

## AIK Stockholm
In de zomer van 2015 werd bekend dat Ishizaki zou vertrekken naar Zweden, on te gaan spelen voor AIK Stockholm. Hij werd transfervrij van zijn oude club overgenomen.

## Internationale carrière
Vanwege zijn goede spel bij AIK mocht Stefan Ishizaki zich in 2005 voor het eerst melden bij het nationale elftal van Zweden. Dit dat hij daarnaast ook te danken aan de goede indruk die achterliet tijdens de jeugdinterlands die hij speelde. Hij koos er dus voor om voor Zweden uit te komen en niet voor Japan. Dit had hij ook mogen doen, vanwege zijn Japanse vader. Sinds hij voor het eerst opgeroepen werd, heeft Ishizaki elf interlands gespeeld. Hoewel hij geen vaste speler is, is Ishizaki wel nog steeds beschikbaar voor het Zweeds elftal.

## Erelijst
AIK
- Winnaar Svenska Cupen

 Vålerenga IF
- Noors landskampioen

2005
 IF Elfsborg
- Zweeds landskampioen

2006, 2012
 LA Galaxy
- Amerikaans landskampioen

2014